# Sant Joan les Fonts (ort)
Sant Joan les Fonts är en ort i Spanien.   Den ligger i provinsen Província de Girona och regionen Katalonien, i den östra delen av landet, 500 km öster om huvudstaden Madrid. Sant Joan les Fonts ligger 343 meter över havet och antalet invånare är 2 615.
Terrängen runt Sant Joan les Fonts är huvudsakligen kuperad. Sant Joan les Fonts ligger nere i en dal. Runt Sant Joan les Fonts är det ganska glesbefolkat, med 42 invånare per kvadratkilometer. Närmaste större samhälle är Olot, 3,9 km sydväst om Sant Joan les Fonts. I omgivningarna runt Sant Joan les Fonts växer i huvudsak blandskog.